# Szwiedino
Szwiedino (ros. Шведино) – wieś w Rosji, w Kraju Stawropolskim, w rejonie pietrowskim. W 2021 liczyła 1724 mieszkańców.